# Chobe Agrivision
Chobe Agrivision est une entreprise située en Zambie chargée par le gouvernement local de louer 10 000 hectares dans la région de Mkushi (en) afin qu'ils soient cultivés. Les premières cultures de maïs et de soja ont commencé fin 2010 et 3 000 habitants de la région devraient être embauchés pour assurer les récoltes en 2011. 80 % de la production sera exporté dans des pays voisins et les 20 % restants seront vendus en Zambie. Chobe Agrivision est contrôlée par la société d'investissement Chayton Capital à travers la société Chayton Atlas Agricultural Company.
L'entreprise prévoit d'enseigner des techniques de culture aux agriculteurs embauchés afin qu'ils puissent augmenter le rendement de leur propre exploitation.
Chayton Capital prévoit d'investir 50 millions de dollars. La société a obtenu une assurance à hauteur de 50 millions de dollars de la part de l'agence multilatérale de garantie des investissements (MIGA),.